# Coral Ridge
Coral Ridge är en bergstopp i Antarktis. Den ligger i Östantarktis. Nya Zeeland gör anspråk på området. Toppen på Coral Ridge är 100 meter över havet.
Terrängen runt Coral Ridge är varierad. Havet är nära Coral Ridge österut. Trakten är obefolkad. Det finns inga samhällen i närheten. 